# Itigi Majengo
Itigi Majengo è una circoscrizione mista (mixed ward) della Tanzania situata nel distretto di Manyoni, regione di Singida. Conta una popolazione di 16 187 abitanti (censimento 2012).